# Ion Cojar
Ion Cojar (n. 9 ianuarie 1931, Recaș, România – d. 18 octombrie 2009, București, România) a fost un profesor român de actorie, cercetător, regizor de teatru și, ocazional, actor de film. El este fondatorul unei metode unice ce a revoluționat școala românească de actorie.

## Ion Cojar ca profesor de actorie
Ion Cojar a schimbat vechiul mod de înțelegere al actoriei în România, când actorul era învățat cum să joace teatru, să se prefacă, să interpreteze, să imite sau să mimeze trăiri, emoții sau personaje, cu unul nou care obligă actorii, regizorii și profesorii să creeze circumstanțele în care se poate naște adevărul de viață, iar actorul/actrița să treacă pe scenă sau la filmări prin procese realist-psihologice autentice, la finalul cărora să fie schimbat(ă) în mod real și personal ca om, astfel încât spectatorii să poată urmări procesele vieții, să poată înțelege și crede ceea ce văd și aud, să poată empatiza cu actorii.
Ion Cojar a argumentat că pentru a face un rol autentic, procesele psiho-emoționale ale actorului, odată cu vorbele sale, mișcările corpului și modificările fiziologice, care sunt rezultatele acelor procese, nu trebuie să fie anticipate, deoarece în acest fel ele ar fi ancorate în idei preconcepute și nu ar fi noi si autentice, și, de asemenea, nu trebuie să fie controlate în mod conștient, deoarece nu ne putem observa propriile procese în timp ce ele au loc fără a le întrerupe.
În viața de zi cu zi niciodată nu știm ce urmează să se întâmple sau cum urmează să ne comportăm sau ce urmează să spunem în interacțiunea cu cineva, ci doar încercăm să schimbăm ceva în acea persoană pentru a ne atinge obiectivul. În același mod, actorul, într-o anumită situație de viață și cu o anumită psihologie care au fost asumate anterior, urmărește să schimbe ceva în mod real în partenerul său pentru a-și atinge obiectivul (obiectivul personajului său pe care și l-a asumat anterior), fără a anticipa vreun obstacol, avântându-se în necunoscut și oferindu-și libertatea de a greși. Iar toate lucrurile care i se vor întâmpla pe parcurs, de la emoții la mișcări ale corpului la vorbe, vor veni în mod organic, fără a fi controlate în mod conștient sau anticipate, și în acest fel vor fi autentice, așa ca în viața de zi cu zi, iar astfel spectatorii vor înțelege și vor crede ceea ce vor vedea și auzi și vor empatiza cu actorul.
Ion Cojar a argumentat de asemenea că putem ști cu siguranță că actorul nu se preface sau că nu joacă teatru, ci trece printr-un proces autentic atunci când vedem schimbări organice instantanee în culoarea și textura feței sale, ca atunci când sângele îi inundă instantaneu vasele în momente importante, deoarece aceste transformări sunt imposibil de mimat.
Ca profesor și cercetător la UNATC, călăuzit de principiul „procesul, nu succesul”, Ion Cojar a lucrat cu studenții săi astfel încât ei să-și dezvolte un mecanism psiho-emoțional specific care, odată cu utilizarea unei metode actoricești specifice, să le permită să transforme cu ușurință convențiile în adevăr de viață (convenții precum situații de viață fictive și imaginare, poveste, parcurs și replici date, personalitatea unui personaj și obiectivul său etc.), spre deosebire de veche școală de actorie în care studenții erau învățați cum să joace teatru. Ion Cojar spus mereu că „arta actorului nu are nimic in comun cu teatrul” , afirmație ce a devenit marca sa.
Actorii profesioniști care au fost formați prin metoda pedagogică a lui Cojar tind să folosească în procesele lor de creație o metodă actoricească derivată din cea anterioară. Una dintre fostele lui studente, Luminița Gheorghiu, a câștigat premiul asociației criticilor de film din Los Angeles (Los Angeles Film Critics Association Award) pentru cea mai bună actriță într-un rol secundar cu rolul din filmul Moartea domnului Lăzărescu (2005). Profesorul Mircea Gheorghiu, un alt fost student al lui Ion Cojar, este considerat a fi principalul continuator al metodei sale pedagogice în arta actorului.
În paralel cu dezvoltarea metodei sale, Ion Cojar a susținut un sistem de învățământ în care studentul să nu fie învățat sau modelat de către profesor, ci-n care mediul de studiu să fie unul de laborator de experimentare și autocunoaștere, de despecializare și de eliberare de preconcepțiile dobândite în familie, școală și societate, un mediu în care studentul să-și conștientizeze și să-și utilizeze întregul potențial creator nativ care-l face unic.
La nivel teoretic, Ion Cojar și-a adunat toate cercetările și descoperirile în cartea sa intitulată „O poetică a artei actorului”, publicată la editura Unitext în 1996 și reeditată la editura Paideia în 1998.

## Ion Cojar ca regizor de teatru
Ca regizor de teatru, Ion Cojar a susținut de asemenea că spectatorii, pentru a empatiza la modul total cu ceea văd și aud, nu trebuie să aibă niciun indiciu sau impresia că asistă la un spectacol de teatru, ci la o situație autentică sau un eveniment autentic de viață. A urmărit să realizeze spectacole de teatru care, în mod paradoxal, să nu arate deloc a spectacole, la care spectatorii să nu găsească absolut niciun element care să le indice că asistă la un spectacol de teatru și nu la un eveniment de viață real.
La  Teatrul național din București, a regizat în 1980 și 2006 piesa de teatru Idolul și Ion Anapoda de George Mihail Zamfirescu.

## Viața personală
Ion Cojar a fost căsătorit cu actrița Raluca Zamfirescu, fiica dramaturgului, poetului și scriitorului interbelic George Mihail Zamfirescu. Actrița Irina Cojar (n. 29 mai 1980) este nepoata lor.

## Filmografie

### Actor
- Mere roșii (1976)
- Iarba verde de acasă (1977)
- Drumuri în cumpănă (1979)
- Clipa (1979)
- Salutări de la Agigea (1984)
- Cuibul de viespi (1987)
- Cale liberă (1987)
- Martori dispăruți (1988)
- Ambasadori, căutăm patrie (2003)

## Premii și distincții
- premiul pentru cel mai bun spectacol la Gala Absolvenților UNATC (2007), cu spectacolul Oameni și șoareci [10]
- premiul UNITER pentru întreaga activitate (1996) [11]

### Decorații
- Ordinul Meritul Cultural clasa a IV-a (6 noiembrie 1967) „pentru merite deosebite în domeniul artei dramatice”[12]
- Ordinul național „Pentru Merit” în grad de Ofițer (1 decembrie 2000) „pentru realizări artistice remarcabile și pentru promovarea culturii, de Ziua Națională a României”[13]
- Ordinul Steaua României în gradul de ofițer (2001)[14]